# 醍醐聰
醍醐 聰（だいご さとし、1946年 - ）は、日本の会計学者。専門分野は財務会計。東京大学名誉教授。妻は歌人・内野光子。

## 人物・来歴
兵庫県出身。1965年兵庫県立篠山鳳鳴高等学校卒業、1970年京都大学経済学部卒業。1974年、同大学院経済学研究科博士課程中退。1982年、「公企業会計の研究」で経済学博士（京都大学）。名古屋市立大学経済学部助教授、京都大学経済学部助教授、東京大学経済学部助教授、1996年に東京大学大学院経済学研究科教授、2010年に同定年退職。東京大学名誉教授。
長距離マラソンを趣味とする。また1989年から千葉県佐倉市に住み、住みよい佐倉市をつくる会会員。

## 研究テーマ
金融機関や公共部門における会計基準・会計情報の役割に関する研究。

## 活動
NHK受信料支払い停止運動の会、共同代表。市民団体「NHKを監視・激励する視聴者コミュニティ」共同代表。「開かれたNHKをめざす全国連絡会」に参加。
「開かれたNHKをめざす全国連絡会」はNHKスペシャル シリーズ 「JAPANデビュー」の問題について「不当な圧力に動揺することなく、番組づくりのために努力を積み重ねてほしい」とする要望書を平成21年（2009年）7月7日NHKに提出した。
テレビドラマ「坂の上の雲」について「『坂の上の雲』放送を考える全国ネットワーク」などは放送に先立つ平成21年（2009年）11月26日、原作には「歴史認識に誤り」があるとしてNHKに対し訂正と補足が必要だとする申入れを行った。呼掛け人の醍醐聰は会見で「NHKは深刻な問題を扱っているという認識がない」としてNHKを批判した。

## 公的委員会活動等
NTTの接続料等を扱う総務省情報通信審議会の「新たな料金制度の運用等の在り方に関する研究会｣座長代理を務めたが、2003年1月の任期切れのさいに、慣例に反して委員に再任されなかった。また、2003年から「長野県」調査委員会委員をつとめたが、田中康夫知事とのいきさつから辞任した。

## その他活動
- 森友・加計問題の幕引きを許さない市民の会 呼びかけ人

## 著書
- 『公企業会計の研究』(国元書房 1981年)
- 『日本の企業会計』(東京大学出版会 1990年)ISBN 978-4130410663
- 『会計学講義』東京大学出版会　1998年
- 『労使交渉と会計情報 日本航空における労働条件の不利益変更をめぐる経営と会計』(白桃書房 2005年）
- 『消費増税の大罪　会計学者が明かす財源の代案』(柏書房 2012年)ISBN 978-4760141388

### 共著
- 『大企業会計史の研究』高寺貞男共著(同文舘出版 1979年)
- 『NHKドラマ「坂の上の雲」の歴史認識を問う―日清戦争の虚構と真実』中塚明・安川寿之輔共著(高文研 2010年)ISBN 978-4874984437

### 編著
- 『現代会計の構想 新しいアカウンティング・マインドを求めて』田中建二共編著(中央経済社 1990年)ISBN 978-4502110634
- 『財務会計論ガイダンス 論文作成のためのテーマと文献の選び方』編著 中央経済社 1993
- 『電気通信の料金と会計』(編著)(税務経理協会 1994年)ISBN 978-4419020729
- 『連結会計』(編)(同文舘出版 1995年)
- 『時価評価と日本経済』翁百合(他)共著(日本経済新聞社出版局 1995年)ISBN 978-4532130954
- 『国際会計基準と日本の企業会計』(編著)(中央経済社 1999年)
- 『自治体財政の会計学』(編著)(新世社　2000年)ISBN 978-4883840113
- 『企業組織再編の会計』(責任編集)・伊藤眞・加藤厚(編著)(東京経済情報出版 2003年)ISBN 978-4887091214
- 『企業統治の会計』責任編集・今福愛志(編著)(東京経済情報出版 2003年)ISBN 978-4887091221
- 『金融リスクの会計』責任編集・田中建二編著　東京経済情報出版 2003年)ISBN 978-4887091238

## 脚註
1. 1 2  NTTの「ご意見番」からはずれた東大大学院教授・醍醐聡さん『朝日新聞 朝刊ひと欄、経済部宮崎太介記者』2003年2月2日
2. ↑  台湾“偏向”特番でメディア研究者らがNHKを擁護産経新聞平成21年（2009年）7月7日
3. ↑  NHK「坂の上の雲」に申し入れ　有識者指摘、原作の認識誤り共同通信平成21年（2009年）11月26日
4. ↑  審議会は知事の親衛隊か『朝日新聞長野版』2004年5月26日